# 裾花川
裾花川（すそばながわ）は、長野県長野市を流れる信濃川水系の一級河川。江戸時代には、「煤鼻川」「煤花川」とも表記された。

## 地理
長野県と新潟県との境にそびえる高妻山（標高 2,353m）に源を発し、戸隠連峰に沿って西へと流れ、濁川を合わせ南に向きを変える。奥裾花ダム湖を経て天神川を合わせると東に向きを変え、楠川を合わせ裾花湖（裾花ダム湖）、湯の瀬ダム湖を経て長野盆地に入り長野県庁付近を扇頂とした扇状地を形成しながら南に向きを変える。現在では長野市中心市街地の西縁を流れ間もなく、丹波島橋近くで犀川へ合流する。

## 治水
もともとの流路は現在の長野県庁付近を扇頂とした扇状地であったため、度々水害の被害を受けていた。江戸時代の治水工事の全容が判る資料は現存していないが、15世紀末から16世紀の江戸時代初頭にはこの付近を統治していた松平忠輝と家臣団により流路矯正を伴う河川改修、利水、北国街道の整備を含めた総合事業として行われた。治水工事は信玄堤にを代表される甲州流の治水工法が用いられ、二線堤構造や霞堤が配置されている。
1847年の善光寺地震では日影村岩下（鬼無里村川浦）、鬼無里村親沢、下祖山村菖蒲沢、小鍋村、茂菅村などで河道閉塞を生じたと記録されている。また、日影村の閉塞箇所は7月20日に決壊し被害を生じている。以降、明治期までの20年間に7回目洪水があったとされ、流域住民による川除普請により二線堤構造が復旧されたのは明治元年頃と考えられている。
また、1949年（昭和24年）9月22日から9月23日にかけた豪雨では堤防が決壊。死者・行方不明者29人、浸水家屋約5000戸の被害が出た。
- 1962年 裾花ダム建設着手、1969年完成。
- 1965年 湯の瀬ダム建設着手、1969年完成。
- 1969年 奥裾花ダム建設着手、1979年完成。

| 一次 支川名 （本川） | 二次 支川名 | 三次 支川名 | ダム名     | 堤高 (m) | 総貯水 容量 (千m3) | 型式     | 事業者 | 備考 |
| -------------------- | ----------- | ----------- | ---------- | -------- | ------------------ | -------- | ------ | ---- |
| 犀川                 | 裾花川      | －          | 奥裾花ダム | 59.0     | 5,400              | 重力式   | 長野県 |      |
| 犀川                 | 裾花川      | －          | 裾花ダム   | 83.0     | 15,000             | アーチ式 | 長野県 |      |
| 犀川                 | 裾花川      | －          | 湯の瀬ダム | 18.0     | 330                | 重力式   | 長野県 |      |

## 流域の自治体
長野県
長野市

## 並行する交通

### 道路
- 国道406号